# Registr osob
Registr osob (ROS) je jedním ze čtyř základních registrů České republiky (ISZR). Jeho vznik je dán zákonem č. 111/2009 Sb., o základních registrech. Základní registry byly spuštěny 1. července 2012.[zdroj⁠?!] Správcem informačního systému základních registrů a informačního systému sdílené služby bude od roku 2025 Digitální a informační agentura.
ROS je součástí Informačního systému veřejné správy (ISVS).

## Evidované subjekty
- podnikající fyzické osoby
- právnické osoby
- organizační složky státu
- veřejnoprávní korporace (obce, kraje)
- organizační složky právnických osob
- zahraniční osoby a organizační složky zahraničních osob
- organizace s mezinárodním prvkem

## Evidované údaje

### Referenční údaje
Podstatným prvkem systému základních registru jsou referenční údaje, které příslušné orgány veřejné správy přebírají a využívají jako zaručené, platné a aktuální, bez nutnosti dalšího ověřování. ROS obsahuje následující referenční údaje:
- obchodní firma nebo název nebo jméno, popřípadě jména, a příjmení
- jméno, popřípadě jména, a příjmení fyzické osoby; jde-li o osobu vedenou v ROB, vede se tento údaj ve formě referenční vazby
- AIFO pro agendu registru osob – referenční odkaz do ROB
- datum vzniku nebo datum zápisu do evidence
- datum zániku nebo datum výmazu z evidence
- právní forma podle číselníku ČSÚ
- záznam o zřízení datové schránky a identifikátor datové schránky, je-li tato datová schránka zpřístupněna,
- statutární orgán vyjádřený referenční vazbou na ROB anebo na ROS nebo údajem o jménu, popřípadě jménech, příjmení a bydlišti u fyzické osoby nebo údajem o názvu a sídle právnické osoby, nevedou-li se tyto osoby v registru obyvatel nebo registru osob
- právní stav
- adresa sídla fyzické nebo právnické osoby; je-li adresa vedena v RUIAN, vede se tento údaj ve formě referenční vazby
- adresa provozovny; je-li adresa vedena v RUIAN, vede se tento údaj ve formě referenční vazby
- datum zahájení provozování činnosti v provozovně
- datum ukončení provozování činnosti v provozovně
- adresa místa pobytu v České republice ve formě referenční vazby (kódu adresního místa) na RUIAN, popřípadě bydliště v zahraničí fyzické osoby vedené textem

### Technické údaje
- kód agendy
- datum prvotního zápisu do ROS,
- datum poslední změny údaje vedeného v ROS
- identifikační číslo osoby - IČO (jednoznačný identifikátor osoby v ROS)
- identifikační číslo provozovny
- provozní údaje o využívání neveřejných údajů z ROS

## Editoři
Veškeré záznamy do ROS zapisují pouze příslušní editoři ROS. Editoři přidělují IČO poskytnuté informačním systémem ROS a zapisují a aktualizují příslušné referenční údaje v ROS. Jsou odpovědní za správnost a úplnost dat – editor je zodpovědný za to, že jím zapsané referenční údaje jsou v souladu s údaji uvedenými v dokumentech, na jejichž základě jsou údaje do ROS zapsány. Editorem ROS jsou tyto orgány nebo instituce:
- Česká advokátní komora
- Česká komora architektů
- Česká komora autorizovaných inženýrů a techniků činných ve výstavbě
- Česká národní banka
- Český báňský úřad
- Český telekomunikační úřad
- Energetický regulační úřad
- Exekutorská komora ČR
- Komora auditorů ČR
- Komora daňových poradců ČR
- Komora patentových zástupců ČR
- Komora veterinárních lékařů ČR
- Krajské rejstříkové soudy
- Kraje
- Krajské úřady
- Magistrát hl. města Prahy
- Ministerstvo dopravy ČR
- Ministerstvo kultury ČR
- Ministerstvo obrany ČR
- Ministerstvo práce a sociálních věcí ČR
- Ministerstvo pro místní rozvoj ČR
- Ministerstvo spravedlnosti ČR
- Ministerstvo školství, mládeže a tělovýchovy
- Ministerstvo vnitra ČR
- Ministerstvo zemědělství ČR
- Ministerstvo životního prostředí ČR
- Notářská komora ČR
- Obce
- Obecní živnostenské úřady
- Rada pro rozhlasové a televizní vysílání
- Státní úřad pro jadernou bezpečnost
- Státní ústav pro kontrolu léčiv
- Státní veterinární správa
- Úřad pro civilní letectví

## Integrovaný agendový informační systém ROS (IAS-ROS)
IAIS-ROS je centrální webové řešení připravené v gesci ČSÚ, které poskytuje editorům ROS nástroj pro zápis osob i změn referenčních údajů bez nutnosti pro příslušnou agendu vytvářet nebo upravovat vlastní informační systém.

## Ochrana osobních údajů
Uvedení základních registrů do praxe posiluje ochranu a bezpečnost osobních údajů vedených v rámci veřejné správy. V této souvislosti vzniká orgánům veřejné správy povinnost používat k jednoznačnému určení fyzické osoby agendový identifikátor fyzické osoby (AIFO). Každá agenda bude mít pro danou osobu přiřazen vlastní unikátní identifikátor. Jedná se o ochranný prvek, kterým se zabrání neoprávněnému propojení osobních údajů fyzické osoby z různých agend. Přidělování AIFO jednotlivým agendám a jeho odvození ze zdrojového identifikátoru zabezpečuje informační systém ORG spravovaný Úřadem na ochranu osobních údajů.